# Турыгино (Тверская область)
Турыгино — деревня в Конаковском районе Тверской области. Входит в состав Городенского сельского поселения.

## География
Находится в юго-восточной части Тверской области на расстоянии менее 1 км на запад от поселка Редкино.

## История
Известна была с 1627—1628 годов. В 1859 году учтено 14 дворов, в 1900 — 20. В 1900-х годах была построена Троицкая церковь (не сохранилась).

## Население
Численность населения: 149 человек (1859 год), 176 (1900), 42 (русские 100 %)в 2002 году, 39 в 2010.